# Dmitri Dedov
Dmitri Ivanovitsj Dedov (Russisch: Дмитрий Иванович Дедов) (Novograd-Volynsky, 22 februari 1967)  is een Russisch jurist en rechter.

## Carrière
Dedov heeft op de juridische faculteit van de Staatsuniversiteit van Moskou gestudeerd in Rusland (1991). Vervolgens behaalde hij in 1994 zijn doctoraat op dezelfde universiteit. Nadien werkte hij onder meer als juridisch expert bij het Constitutioneel Hof van Rusland (2000-2005), als docent en professor bij de Staatsuniversiteit van Moskou (2004-2010) en als afdelingshoofd bij de Opperste Handelsrechtbank van Rusland (2008-2012). In 2006 verkreeg hij de titel Doctor of Law na het verdedigen van zijn proefschrift.
Op 2 oktober 2012 werd Dedov gekozen door de Parlementaire Vergadering van de Raad van Europa om Anatoli Kovler te vervangen als rechter bij het Europees Hof voor de Rechten van de Mens (EHRM) in Straatsburg. Dedov begon zijn werkzaamheden op 2 januari 2013 en zal deze tot in 2022 blijven vervullen.

## Homofobe uitspraken
In juni 2017 raakte Dedov in opspraak om zijn homofobe uitspraken in de zaak Bajev et al. v. Rusland. Dedov was de enige dissident in de zaak bij het EHRM waarin de Russische anti-homopropagandawet werd veroordeeld. In zijn relaas vergeleek Dedov homoseksuele mannen met kindermisbruikers: "Tot dertig procent van de kinderen die seksueel misbruikt worden zijn jongens en zeventig procent zijn meisjes. Als we noteren dat alle overtreders mannen zijn, dan is seksueel geweld tegen personen van hetzelfde geslacht een significant deel daarvan. Daardoor is het van belang om seksuele relaties tussen personen van hetzelfde geslacht in de wet op te nemen". Deze uitspraken, in lijn met de retoriek uit Rusland, kwamen hem op veel kritiek en onbegrip te staan.